# Campeonato Mundial de Pentatlón Moderno de 2012
El LII Campeonato Mundial de Pentatlón Moderno se celebró en Roma (Italia) entre el 7 y el 13 de mayo de 2012 bajo la organización de la Unión Internacional de Pentatlón Moderno (UIPM) y la Federación Italiana de Pentatlón Moderno.
Las competiciones se realizaron en las instalaciones del Hipódromo de Tor di Quinto, a excepción de las pruebas de natación, que tuvieron como sede la piscina del Club Aquaniene, ubicada en el Foro Itálico.

## Concurso masculino

### Individual
| Puesto | Atleta          | País          | ESG  | NAT  | HÍP  | COM  | Total |
| ------ | --------------- | ------------- | ---- | ---- | ---- | ---- | ----- |
| Oro    | Alexandr Lesun  | Rusia         | 1000 | 1296 | 1120 | 2548 | 5964  |
| Plata  | Andréi Moiseyev | Rusia         | 1000 | 1308 | 1200 | 2436 | 5944  |
| Bronce | Jung Jin-Hwa    | Corea del Sur | 904  | 1348 | 1200 | 2476 | 5928  |

### Equipos
| Puesto | País          | ESG | NAT | HÍP | COM | Total  |
| ------ | ------------- | --- | --- | --- | --- | ------ |
| Oro    | Italia        |     |     |     |     | 17.544 |
| Plata  | Rusia         |     |     |     |     | 17.480 |
| Bronce | Corea del Sur |     |     |     |     | 17.388 |

### Relevos
| Puesto | Atletas                                      | País          | ESG | NAT  | HÍP  | COM  | Total |
| ------ | -------------------------------------------- | ------------- | --- | ---- | ---- | ---- | ----- |
| Oro    | Jung Jin-Hwa Hong Jin-Woo Hwang Woo-Jin      | Corea del Sur | 874 | 1356 | 1120 | 2880 | 6230  |
| Plata  | Delf Borrmann Alexander Nobis Stefan Kollner | Alemania      | 860 | 1172 | 1120 | 3056 | 6208  |
| Bronce | Ilia Shugarov Maxim Kustov Alexandr Savkin   | Rusia         | 874 | 1316 | 1200 | 2804 | 6194  |

## Concurso femenino

### Individual
| Puesto | Atleta          | País        | ESG | NAT  | HÍP  | COM  | Total |
| ------ | --------------- | ----------- | --- | ---- | ---- | ---- | ----- |
| Oro    | Mhairi Spencer  | Reino Unido | 952 | 1160 | 1200 | 2172 | 5484  |
| Plata  | Chen Qian       | China       | 832 | 1164 | 1180 | 2284 | 5460  |
| Bronce | Samantha Murray | Reino Unido | 832 | 1264 | 1160 | 2196 | 5452  |

### Equipos
| Puesto | País        | ESG | NAT | HÍP | COM | Total  |
| ------ | ----------- | --- | --- | --- | --- | ------ |
| Oro    | Reino Unido |     |     |     |     | 16.136 |
| Plata  | Hungría     |     |     |     |     | 16.020 |
| Bronce | China       |     |     |     |     | 15.684 |

### Relevos
| Puesto | Atletas                                       | País        | ESG | NAT  | HÍP  | COM  | Total |
| ------ | --------------------------------------------- | ----------- | --- | ---- | ---- | ---- | ----- |
| Oro    | Lena Schöneborn Janine Kohlmann Annika Schleu | Alemania    | 902 | 1052 | 1120 | 2360 | 5434  |
| Plata  | Chen Qian Miao Yihua Zhu Wenjing              | China       | 846 | 1008 | 1140 | 2420 | 5414  |
| Bronce | Kate French Katy Burke Katy Livingston        | Reino Unido | 804 | 1080 | 1180 | 2324 | 5388  |

## Relevo mixto
| Puesto | Atletas                           | País    | ESG  | NAT  | HÍP  | COM  | Total |
| ------ | --------------------------------- | ------- | ---- | ---- | ---- | ---- | ----- |
| Oro    | Ganna Buriak Olexandr Mordasov    | Ucrania | 900  | 1368 | 1120 | 2676 | 6064  |
| Plata  | Svetlana Levedeva Maxim Kuznetsov | Rusia   | 1000 | 1344 | 1140 | 2568 | 6052  |
| Bronce | Zhang Ye Cao Zhongrong            | China   | 960  | 1308 | 1100 | 2620 | 5988  |

## Medallero
| Núm. | País          | Oro | Plata | Bronce | Total |
| ---- | ------------- | --- | ----- | ------ | ----- |
| 1    | Reino Unido   | 2   | 0     | 2      | 4     |
| 2    | Rusia         | 1   | 3     | 1      | 5     |
| 3    | Alemania      | 1   | 1     | 0      | 2     |
| 4    | Corea del Sur | 1   | 0     | 2      | 3     |
| 5    | Italia        | 1   | 0     | 0      | 1     |
| 5    | Ucrania       | 1   | 0     | 0      | 1     |
| 7    | China         | 0   | 2     | 2      | 4     |
| 8    | Hungría       | 0   | 1     | 0      | 1     |
|      | TOTAL         | 7   | 7     | 7      | 21    |